# Mangusta cu gât dungat
Mangusta cu gât dungat (Herpestes vitticollis) este o specie de mangustă originară din păduri și tufișuri din sudul Indiei până în Sri Lanka.

## Caracteristici

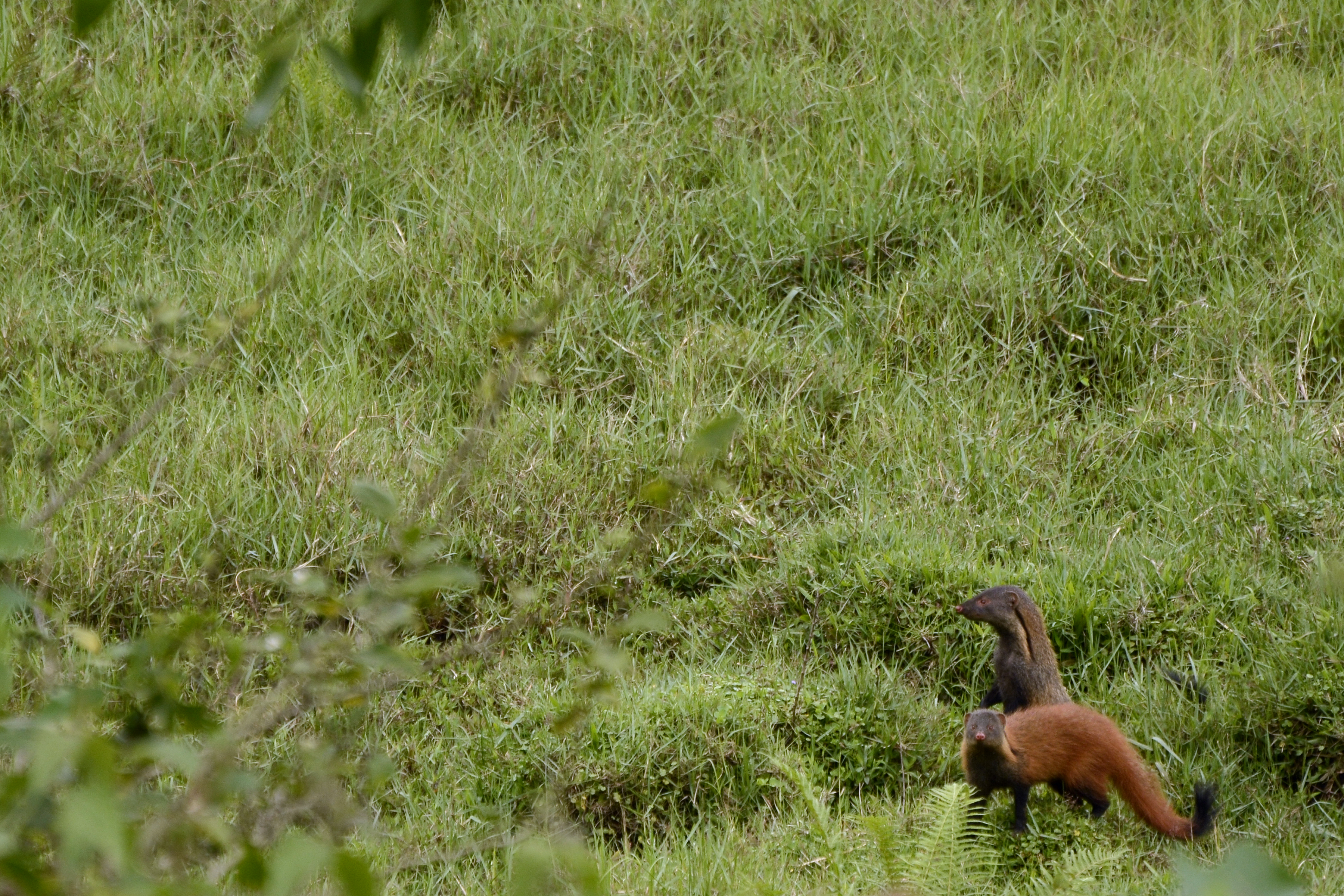
O pereche de manguste cu gât dungat în dealurile Anamalai

Este de culoare maro ruginiu până la cenușiu, are un corp robust și picioare scurte și o dungă neagră care se desfășoară lateral pe ambele părți ale gâtului. Coada sa scurtă este în mare parte neagră, dar gri la bază.

## Distribuție și habitat

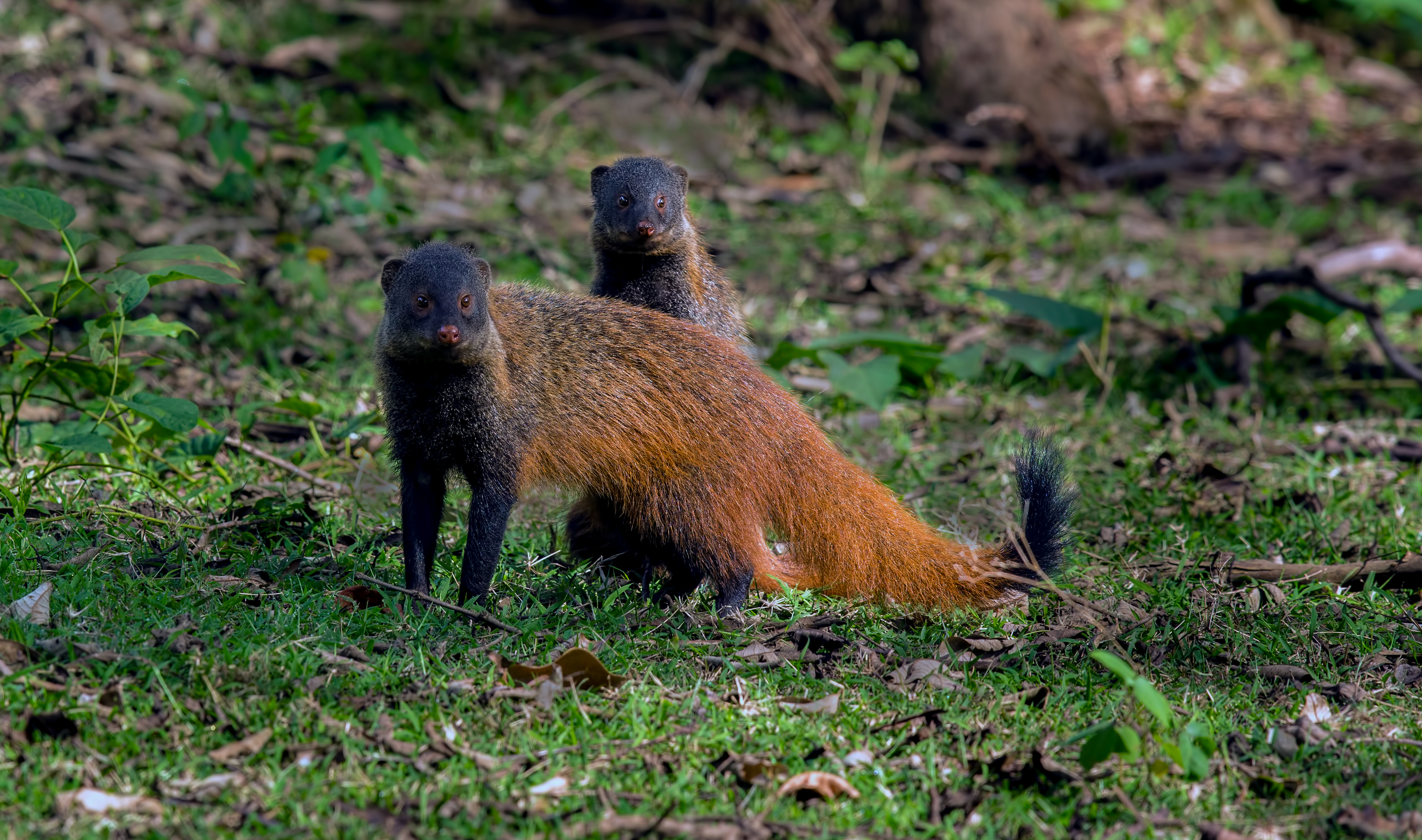
Mangustă cu gât dungat în Parcul Național Nagarhole

Mangusta cu gât în dungi este distribuită în Gații de Vest și în Sri Lanka. În 1911, un exemplar a fost observat în sudul statulul Andhra Pradesh.

## Comportament și ecologie

Mangustă cu gât dungat văzută în Parcul Național Bandipur

Este diurnă și se hrănește cu broaște, crabi, căprioare de șoareci, iepuri, rozătoare, păsări și reptile.

## Taxonomie
Există două subspecii. H. vitticollis vitticollis provine din provinciile Gații de Vest, Coorg și Kerala și are mai mult o nuanță roșiatică la blana sa. Cealaltă, H. vitticollis inornatus, se găsește în provincia Kanara și lipsește o nuanță roșiatică a blănii sale.

## Vezi si
- Mangusta cenușie indiană